# Румянцев, Сергей Сергеевич
Сергей Сергеевич Румянцев (09.09.1928, село Завражье, Костромская губерния — 19.07.2013 г. Кострома) — советский, Российский художник, живописец. Заслуженный художник РСФСР и России.

## Биография
Родился  9 сентября 1928 года в селе Завражье Парфеньевского района Костромской области.
В 1959 году окончил изостудию при Костромском областном доме народного творчества, в 1959 году - заочные курсы при Центральном доме народного творчества им. Н. К. Крупской у В. И. Груздева и Н. М. Кондрашина.
Член Союза художников СССР с 1968 года.
Заслуженный художник России.
Лауреат областной премии им. академика Д.С. Лихачева.
Участник областных, зональных, республиканских и всесоюзных художественных выставок, а также зарубежных (в Вашингтоне, Лос-Анджелесе, Сеуле, Токио, Пиотркове-Трибунальском, Мюнхене, Дареме, Хювинкяя, Лондоне)

### Семья
Супруга — Румянцева Евстолия Александровна.
Дочки - Татьяна, Мария, Вера, Екатерина;

## Творчество
Работал преимущественно в жанре пейзажа и натюрморта.
Работы хранятся в Калининградской художественной галерее, Костромском государственном объединённом художественном музее; Ярославском художественном музее, в музеях Москвы, Тулы, Краснодара, Пиотркова-Трибунальского (Польша), а также в частных коллекциях Италии, Голландии, Англии, Южной Кореи, Японии, Польши, Германии, США, Норвегии, Канады, в Российском Доме науки и культуры в Берлине.

### Участие в выставках
Участник областных, зональных, республиканских и всесоюзных художественных выставок, а также зарубежных (Вашингтон, Лос-Анджелес, Сеул, Токио, Пиотрков-Трибунальский, Мюнхен, Дарем, Хювинкяя, Лондон).
персональные
- 1978 — Москва, Центральный художественный салон «Художники России»
- 1979 — Москва, Выставочный зал Союза художников РСФСР
- 1983 — Нерехта (Костромская область), Дворец культуры и техники
- 1983 — Красное-на-Волге (Костромская область)
- 1980 — Муром, Музей изобразительных искусств
- 1988 — Ярославль, Выставочный зал Союза художников РСФСР.
- 1994—2003 — Берлин (десять выставок)
- 1994 — Лимассол (Республика Кипр).
- 1997 — штат Северная Каролина (США).
- Кострома — более 50 выставок
- 2013 — «Я говорю с тобой, русская земля!» (Кострома)[2]

## Награды и признание
- Заслуженный художник России
- областная премия им. академика Д. С. Лихачева.
- серебряная медаль Российской академии художников (2008)[3]
- медаль Союза художников России «Мастерство, Традиции, Духовность»[3]